# Micropsectra simantoneoa
Micropsectra simantoneoa är en tvåvingeart som beskrevs av Sasa, Suzuki och Sakai 1998. Micropsectra simantoneoa ingår i släktet Micropsectra och familjen fjädermyggor. Inga underarter finns listade i Catalogue of Life.